# Luis Alberto
Luis Alberto Romero Alconchel (født 28. september 1992), bedre kendt som Luis Alberto, er en spansk fodboldspiller der spiller for Lazio i Italien som angriber eller en fløjspiller.

## Karriere
Den 20. juni 2013, fik Sevilla et £6,8 mio. tilbud fra Premier League-klubben Liverpool til Alberto, som blev accepteret. Underskrivelsen blev gennemført to dage senere. Han fik sin debut for sin nye klub den 13. juli, i en 4-0 pre-seasons venskabskamp hvor de vandt over Preston North End.
Den 1. juli 2014 blev Alberto udlejet til La Liga-klubben Málaga CF.